# جزایر نزدیک
جزایر نزدیک (آلیوتی: Sasignan tanangin) یک گروه از جزایر آمریکایی در جزایر آلیوتی در جنوب غربی آلاسکا، نزدیک به جزایر روسی جزایر کماندورسکی هستند.